# إميل ستويف (لاعب كرة قدم)
إميل ستويف هو لاعب كرة قدم بلغاري في مركز الهجوم، ولد في 15 مارس 1986 في بلوفديف في بلغاريا. لعب مع سبارتاك بلوفديف ونادي بوتيف بلوفديف ونادي لوكوموتيف بلوفديف ونادي ماريتسا بلوفديف.

## وصلات خارجية
- إميل ستويف (لاعب كرة قدم) على موقع قاعدة بيانات كرة القدم.إي يو (الإنجليزية)